# Šárka Ondrušková
Šárka Ondrušková, rozená Bémová, (* 15. července 1978 Brno) je česká knihovnice. Její zásluhou obdržela knihovna v Jinačovicích v roce 2008 Čestné uznání za aktivní zapojení knihovny do života obce a kvalitní webové stránky a knihovna v Medlánkách v roce 2021 ocenění Komunitní knihovna Jihomoravského kraje 2020 a TOP Komunitní knihovna Jihomoravského kraje 2020.

## Život a kariéra
Po maturitě na Střední škole informačních a knihovnických služeb v Brně v roce 1996 nastoupila jako knihovnice do Knihovny Jiřího Mahena v Brně, kde působila v různých odděleních a pobočkách.
Od roku 2001 pracovala v Místní knihovně Jinačovice, v roce 2003 změnila knihovna název na Obecní knihovna Jinačovice. Kromě základní výpůjční a informační služby čtenářům všech věkových kategorií spolupracovala knihovna s místními spolky, MŠ Jinačovice a ZŠ Rozdrojovice. Šárka Ondrušková připravovala různé vzdělávací programy, organizovala divadelní přestavení, koncerty, besedy na různá témata, charitativní akce, naučné stezky, děti zapojila mimo jiné do tvorby časopisu Knihovníček. Pro Jinačovice zpracovala místní naučnou stezku Koryta-Senářov. Při příležitosti předání ceny Knihovna roku 2008 obdržela Obecní knihovna Jinačovice Čestné uznání za aktivní zapojení knihovny do života obce a kvalitní webové stránky. Za organizaci populárně-naučných stezek byla knihovna nominována na Knihovnu roku 2013 v kategorii „Významný počin v poskytování veřejných knihovnických a informačních služeb“. Starosta obce nominoval v roce 2020 Šárku Ondruškovou na ocenění Knihovnická osobnost Jihomoravského kraje. V knihovně působila do roku 2021.
Od roku 2018 je vedoucí pobočky Knihovny Jiřího Mahena v Brně-Medlánkách. V této knihovně organizuje vedle výpůjční služby různé akce. Například pro nejmenší děti je určený projekt Bookstart, tedy první seznamování dětí s knihou. Pro místní mateřskou a základní školu i družinu pořádá besedy a exkurze, pro veřejnost soutěže, výstavy, kreativní dílničky. Vzdělávací přednášky prezentuje i v místním domově s pečovatelskou službou. Pod jejím vedením získala pobočka ocenění Komunitní knihovna Jihomoravského kraje 2020 a TOP Komunitní knihovna Jihomoravského kraje 2020.
Šárka Ondrušková pravidelně přispívala do místního Zpravodaje Jinačovic, do regionálního zpravodaje pro severní Brněnsko NaDohled, do Medláneckého zpravodaje a nepravidelně do časopisu Duha, Čtenář a do kuřimské Zlobice.